# Кривий Ріг (локомотивне депо)
Криворізьке локомотивне депо (ТЧ-2 Кривий Ріг, до 2015 року — відокремлений структурний підрозділ «Криворізьке локомотивне депо» державного підприємства «Придніпровська залізниця») — підприємство залізничного транспорту.
Входить до складу служби локомотивного господарства Придніпровської залізниці.
Здійснює перевезення пасажирів та вантажів, забезпечує всіх споживачів підприємства паливом і нафтопродуктами, а також виконує ремонт тягового рухомого складу залізниці.
Розташоване на станції Кривий Ріг-Головний.

## Рухомий склад
- Електровози ВЛ8, ВЛ11М, ВЛ11М5, ВЛ11М6
- Тепловози 2ТЕ116, ЧМЕ3